# 柳川澄樺
柳川 澄樺（やながわ すみか、1991年2月13日 - ）は、日本の女子プロレスラー。山形県山形市出身。身長160cm、体重50kg、血液型O型。

## 所属
- JTO（2020年 - ）

## 経歴・戦歴

### 2020年
- 11月11日 「東京・後楽園ホール JUST TAP OUT『乱』」30分1本勝負にてYuuRIとのシングルマッチでデビュー。ジャパニーズ・レッグロールクラッチで勝利[1]。

### 2022年
- 1月22日「アイスリボン1174」第4試合 タッグマッチ20分1本勝負にて星いぶきとタッグで出場。櫻井裕子＆松下楓歩に勝利。
- 3月5日「アイスリボン1183」第1試合 タッグマッチ15分1本勝負にて松下楓歩とタッグで出場。星いぶき＆キクに勝利。
- 5月1日「名古屋リボン2022・II 第一部」第1試合 タッグマッチ15分1本勝負にてトトロさつきとタッグで出場。Yappy＆松下楓歩に勝利。
- 5月7日「アイスリボン1200」第3試合 タッグマッチ15分1本勝負にて櫻井裕子とタッグで出場。真白優希＆咲蘭に勝利。
- 5月18日「Princess’s Party『KISSmeT PRINCESS CD発売記念興行』」第2試合 タッグマッチ15分1本勝負にて松下楓歩とタッグで出場。石川奈青＆神姫楽ミサに勝利。
- 6月11日「アイスリボン1207」第2試合 シングルマッチ10分1本勝負にて櫻井裕子と対戦。10分時間切れ引き分けでドロー。
- 7月2日「アイスリボン1211」第2試合 タッグマッチ15分1本勝負にて櫻井裕子とタッグで出場。星いぶき＆松下楓歩に勝利。
- 7月16日「アイスリボン1214」第1試合 タッグマッチ15分1本勝負にてAKARIとタッグで出場。朝陽＆Himikoに勝利。
- 8月14日「アイスリボン1221」第3試合 シングルマッチ10分1本勝負にてトトロさつきと対戦。10分時間切れ引き分けでドロー。
- 8月20日「アイスリボン1222」第1試合 シングルマッチ10分1本勝負にて咲蘭と対戦し勝利。
- 8月28日「アイスリボン両国KFCホール大会」第3試合 タッグマッチ20分1本勝負にて櫻井裕子とタッグで出場。NATSUMI＆咲蘭に勝利。
- 8月30日「Princess’s Party 第9戦」第2試合 タッグマッチ20分1本勝負にて星いぶきとタッグで出場。石川奈青＆あーみんに勝利。
- 9月28日「Princess’s Party 第11戦」第2試合 タッグマッチ20分1本勝負にて神姫楽ミサとタッグで出場。真白優希＆石川奈青に勝利。
- 10月26日「Princess’s Party 第13戦」第2試合 プリンセスコスチュームチェンジタッグマッチ20分1本勝負にて真白優希とタッグで出場。櫻井裕子＆松下楓歩に勝利。
- 11月23日「横浜リボン2022・Nov.」第2試合 トライアングルリボン15分1本勝負にて星いぶきと朝陽に勝利。
- 11月26日「アイスリボン1242」第2試合 シングルマッチ10分1本勝負にて鈴木ユラと対戦し勝利。
- 12月10日「アイスリボン1245」第1試合 タッグマッチ15分1本勝負にて弓李とタッグで出場。真白優希＆咲蘭に勝利。
- 12月14日「Princess’s Party 第16戦～KISSmeT PRINCESSラストライブ」第1試合 タッグマッチ15分1本勝負にて櫻井裕子とタッグで出場。朝陽＆海乃月雫に勝利。
- 12月17日「横浜リボン2022・Dec.」第1試合 タッグマッチ15分1本勝負にて神姫楽ミサとタッグで出場。咲蘭＆キクに勝利。

### 2023年
- 1月3日「アイスリボン1251～新春道場マッチ～」第4試合 タッグマッチ20分1本勝負にて朝陽とタッグで出場。YuuRI＆海乃月雫に勝利。
- 1月21日「アイスリボン1255」第3試合 タッグマッチ15分1本勝負にて神姫楽ミサとタッグで出場。トトロさつき＆石川奈青に勝利。
- 1月29日「アイスリボン新木場1stRING大会」第1試合 タッグマッチ15分1本勝負にてキクとタッグで出場。神姫楽ミサ＆咲蘭に勝利。

## 人物
- レジェンドプロレスラーの名前を捩ってYouTuberをやっていた。
- コンテンポラリーダンサーの顔を持つ。
- サウナに関する資格（サウナ・スパ 健康アドバイザー、熱波師検定B、サウナ・スパプロフェッショナル、アウフグースマスター）を持つ。

## 得意技
1010(セントー)
ロープに走り、相手の頭部を持ちジャンプして反転して顔から落とす高角度のフェイスバスター。
名称は足の角度が「10時10分」の位置になる事と、「銭湯」にかけている。
0101(リバースセントー)
相手の後頭部から落とす1010。
1002(トワニ)
鎌固めの体勢からコブラクラッチの様に腕を切り替える関節技。
コンテンポラリーキック
上半身をかがみ、その勢いで相手の上半身を蹴る変則蹴り。
- 神姫楽ミサとの連携技

スミーズ・ブートキャンプ
相手をコーナーに振り、柳川澄樺が神姫楽ミサをロープに何度か振りラリアットまたはタックルをする。
3回目は柳川澄樺が振られそうになるが、結局神姫楽ミサだけが走る柳川澄樺のブートキャンプ。
※稀に柳川澄樺が振られる時もある。
マウンテンロックバスター
ミサボムと0101(リバースセントー)の合体技。
出身の岩手県と山形県の一文字を取り、東北愛と東北魂に満ちた命名。
第60代インターナショナルリボンタッグ王者に耀いた技。
馬飛び式ヒップドロップ
柳川澄樺が馬になり、神姫楽ミサが飛び越えヒップドロップ。
その後ミサロールにいく確立が高い。 
ダブルドロップキック
神姫楽ミサの正面飛びドロップキックと、柳川澄樺のライダーキックの合体技。
2人の飛ぶ高さが違うので、頭部と腹部にダメージを与える。

## タイトル
JTO
- 第9代QUEEN of JTO

アイスリボン
- 第60代インターナショナル・リボンタッグ王座
  - w/ 神姫楽ミサ

PURE-J
- 第31代プリンセス・オブ・プロレスリング王座